# David Plaza
David Plaza Romero (Madrid, 3 de julho de 1970) Foi um ciclista espanhol que venceu a Volta a Portugal em 1999.

## Carreira desportiva
- 2005 Team Barloworld - Valsir
- 2004 Cafés Baqué
- 2004 Antarte - Rota dos Moveis
- 2003 Team Bianchi
- 2002 Team Coast
- 2001 Festina
- 2000 Festina - Lotus
- 2000 Team Coast
- 1999 Sport Lisboa e Benfica - Winterthur
- 1998 Cofidis
- 1997 Cofidis
- 1996 Festina - Lotus
- 1995 Festina - Lotus
- 1994 Festina - Lotus

Amador - Sub 23
Club Deportivo Cajamadrid (1990 - 1991)

## Palmarés
- venceu, Volta à Comunidade de Madrid (91,94)

- 1999, venceu a Volta a Portugal
- 2000, Venceu Deutschland Tour
- 1991, venceu  Troféu Bahamontes, (Vuelta a Toledo)
- 1996, venceu 1 etapa Vuelta Ciclista Chile
- 2001, venceu Vuelta Ciclista Chile + 2 etapas
- 2001, venceu 1 etapa Tour de Romandie